# Bernard Vandermeersch
Bernard Vandermeersch (* 1937 in Wervicq-Sud, Département Nord, Frankreich) ist ein französischer Paläoanthropologe und emeritierter Professor für Anthropologie an der Universität Bordeaux I. In Fachkreisen wurde er international bekannt aufgrund seiner Ausgrabungen in der Qafzeh-Höhle in Israel, die er zwischen 1965 und 1979 zunächst allein und später in Kooperation mit Ofer Bar-Yosef leitete.

## Ausbildung
Bernard Vandermeersch studierte Zoologie, Geologie, Paläontologie und Ethnologie an der Universität von Paris (Sorbonne), wo er 1963 sein Studium in der Arbeitsgruppe von Jean Piveteau abschloss. Danach wurde er zunächst als wissenschaftlicher Assistent am Laboratoire de Paléontologie des Vertébrés et Paléontologie der Universität von Paris VI und ab 1964 am gleichen Ort als leitender Dozent (maître assistant) tätig. Von 1983 bis 2001 war er schließlich Professor für Anthropologie an der Universität Bordeaux I.

## Forschung
Bereits während seines Studiums hatte Vandermeersch an paläontologischen Ausgrabungen in Neandertaler-Fundstätten wie den Höhlen von Arcy-sur-Cure, der Höhle von Rigabe (Gemeinde Artigues, Département Var) und Le Régourdou sowie in Puymoyen teilgenommen. Seine erste eigenständig geplante Feldstudie führte ihn 1964 erstmals nach Israel, wo er ab 1965 in der zuletzt in den 1930er-Jahren erforschten Qafzeh-Höhle Ausgrabungen durchführte. Bereits 1965 wurden neu entdeckte hominine Fossilien und später zahlreiche weitere Knochen geborgen, denen einer 1988 durchgeführten Datierung zufolge ein Alter von rund 100.000 Jahren zugeschrieben wird. Diese Funde wurden 1977 in seiner Doktorarbeit und 1981 in einem Fachbuch eingehend beschrieben, und zwar als Angehörige einer einheitlichen Population und als zweifelsfrei dem anatomisch modernen Menschen (Homo sapiens) zugehörig. Seine Daten trugen maßgeblich dazu bei, dass der damals von einigen Forschern vermutete, gleitend-evolutive Übergang von Neandertalern zum anatomisch modernen Menschen widerlegt und stattdessen 1982 die Out-of-Africa-Theorie vorgestellt wurde.
Gemeinsam mit Ofer Bar-Yosef leitete Vandermeersch auch die Ausgrabungen in der Kebara-Höhle (Israel), in der abwechselnd Neandertaler und anatomisch moderne Menschen gewohnt hatten. Ein spektakulärer Fund, den er 1989 gemeinsam mit anderen Forschern als Coautor publizierte, war das bislang einzige erhalten gebliebene Zungenbein eines Neandertalers. Aus der Gestalt dieses Knochens wurde im Jahr 2013 geschlossen, dass Neandertaler sprechen konnten. Ferner war Vandermeersch u. a. an der Interpretation der Funde aus der Hayonim-Höhle, an der Erforschung des Fossils Saint-Césaire 1 und an zahlreichen Beschreibungen von neu entdeckten Neandertaler-Funden beteiligt.
Von 1972 bis 1984 leitete Bernard Vandermeersch zugleich die Antikenbehörde der französischen Region Poitou-Charentes. Gemeinsam mit Jean Perrot gründete er die Fachzeitschrift Paléorient.

## Belege
1. 1 2   Eintrag Vandermeersch, Bernard in: Bernard Wood (Hrsg.): Wiley-Blackwell Encyclopedia of Human Evolution. 2 Bände. Wiley-Blackwell, Chichester u. a. 2011, ISBN 978-1-4051-5510-6.
2. ↑  Bernard Vandermeersch: Les hommes fossiles de Qafzeh (Israël). Thèse de Doctorat, Université Pierre-et-Marie-Curie (Paris VI), Juni 1977 (Bibliographische Notiz)
3. ↑  Bernard Vandermeersch: Les hommes fossiles de Qafzeh (Israël). Editions du C.N.R.S., Paris 1981
4. ↑  Baruch Arensburg et al.: A Middle Palaeolithic human hyoid bone. In: Nature. Band 338, 1989, S. 758–760, doi:10.1038/338758a0.
5. ↑  Ruggero D’Anastasio et al.: Micro-Biomechanics of the Kebara 2 Hyoid and Its Implications for Speech in Neanderthals. In: PLoS ONE. Band 8, Nr. 12, 2013, doi:10.1371/journal.pone.0082261.
6. ↑  Anne-Marie Tillier, Baruch Arensburg, Anna Belfer-Cohen und Bernard Vandermeersch: Early Hominid Remains from Hayonim Cave (Israel) in the Context of the Late Middle and Upper Pleistocene Record from the Near East. In: Paléorient. Band 37, Nr. 2, 2011, S. 47–63, JSTOR:43265267.

| Personendaten    | Personendaten                              |
| ---------------- | ------------------------------------------ |
| NAME             | Vandermeersch, Bernard                     |
| KURZBESCHREIBUNG | französischer Paläoanthropologe            |
| GEBURTSDATUM     | 1937                                       |
| GEBURTSORT       | Wervicq-Sud (Département Nord, Frankreich) |